# Борхес, Грасьела
Грасье́ла Бо́рхес (исп. Graciela Noemí Zabala (Graciela Borges); 10 июня 1941, Долорес, провинция Буэнос-Айрес, Аргентина) — аргентинская киноактриса.

## Биография
Снималась у крупнейших аргентинских режиссёров трех поколений с известными актёрами — Альфредо Альконом, Лаутаро Муруа, Леонардо Фавио, фольклорным певцом Атауальпой Юпанки. Много работала и работает на телевидении.
Муж — автогонщик Хуан Мануэль Бордеу (1934—1990). Сын — киноактер Хуан Крус Бордеу (род. в 1970).

## Избранная фильмография
- 1958: Una cita con la vida (Уго дель Карриль)
- 1958: El jefe (Фернандо Айала)
- 1958: Zafra (Лукас Демаре)
- 1960: Fin de fiesta (Леопольдо Торре Нильссон)
- 1961: Piel de verano (Леопольдо Торре Нильссон)
- 1962: Los viciosos (Энрике Каррерас)
- 1962: Propiedad (Марио Соффичи)
- 1963: La terraza (Леопольдо Торре Нильссон)
- 1964: Circe (Мануэль Антин)
- 1964: La boda (Лукас Демаре)
- 1965: Orden de matar (Роман Виньоли Баррето)
- 1966: De profesión sospechosos (Энрике Каррерас)
- 1967: La chica del lunes (Леопольдо Торре Нильссон)
- 1968: Martín Fierro (Леопольдо Торре Нильссон)
- 1969: El dependiente (Леонардо Фавио)
- 1970: Crónica de una señora (Рауль де ла Торре, премия лучшей актрисе на Сан-Себастьянском МКФ)
- 1972: Heroína (Рауль де ла Торре)
- 1973: La revolución (Рауль де ла Торре)
- 1975: Triángulo de cuatro (Фернандо Аяла)
- 1976: Sola (Рауль де ла Торре)
- 1978: Saverio, el cruel (Рикардо Вулличер)
- 1980: El infierno tan temido (Рауль де ла Торре)
- 1981: Fiebre amarilla (Хавьер Торре)
- 1982: Pubis angelical (Рауль де ла Торре, по роману М.Пуига)
- 1982: Los pasajeros del jardín (Алехандро Дориа)
- 1986: Pobre mariposa (Рауль де ла Торре, премия лучшей актрисе на МКФ в Боготе)
- 1990: Los jinetes del alba (Висенте Аранда, телесериал)
- 1993: Funes, un gran amor (Рауль де ла Торре)
- 1997: Sabés nadar? (Диего Каплан)
- 2000: La ciénaga (Лукресия Мартель, премия Ассоциации кинокритиков Аргентины Серебряный кондор лучшей актрисе, премия лучшей актрисе на МКФ в Гаване)
- 2002: Меркано-марсианин/ Mercano, el marciano (Хуан Антин, анимационный, озвучка)
- 2004: Monobloc (Луис Ортега)
- 2006: Las manos (Алехандро Дориа, номинация на премию Серебряный кондор лучшей актрисе, премия лучшей актрисе второго плана на МКФ в Картахене[англ.])
- 2010: Dos hermanos (Даниэль Бурман)
- 2010: Miss Tacuarembó/ Мисс Такуарембо (Мартин Састре)
- 2011: Viudas (Маркос Карневале)

## Признание
Прославленная гражданка Буэнос-Айреса (2002). Премия Платиновый Конекс (2011)

## Интересные факты
Фамилия «Борхес» была любезно предоставлена Грасьеле писателем Хорхе Луисом Борхесом после того, как отец актрисы запретил ей использовать свою собственную, когда та начинала актерскую карьеру в возрасте 14 лет.
В 2010 году Грасьела Борхес призналась, что в 1966 году, когда она жила в Лондоне, у нее был роман с музыкантом Полом Маккартни из группы The Beatles.